# Киргизская Советская Социалистическая Республика
Кирги́зская Сове́тская Социалисти́ческая Респу́блика (кирг. Кыргыз Советтик Социалисттик Республикасы) или Киргизская ССР (кирг. Кыргыз  ССР) — союзная республика в составе Советского Союза на территории современного Кыргызстана. 
Стала союзной республикой 5 декабря 1936 года, 31 августа 1991 года провозгласила независимость от СССР. Граничила с Казахской, Узбекской, Таджикской ССР и Китаем.

## Общие сведения
По национально-территориальному размежеванию советских республик Средней Азии 14 октября 1924 года была образована Кара-Киргизская АО (с 25 мая 1925 года переименована в Киргизскую АО) — автономная область в составе РСФСР, которая 1 февраля 1926 года была преобразована в Киргизскую АССР, а 5 декабря 1936 года — в Киргизскую Советскую Социалистическую Республику.
Из союзных республик Киргизская ССР была седьмой по площади. Площадь территории — 198,5 тыс. км².
Столица — город Фрунзе (ныне Бишкек).
15 декабря 1990 года принята Декларация Верховного Совета Киргизской ССР «О государственном суверенитете Республики Кыргызстан». 5 февраля 1991 года Верховный Совет республики в тексте Конституции (Основного закона) Киргизской ССР заменил слова: «Киргизская Советская Социалистическая Республика» и «Киргизская ССР» словами: «Республика Кыргызстан». В ст. 71 Конституции Союза ССР изменения не вносились.
В августе 1991 Акаев безоговорочно осудил ГКЧП.
31 августа 1991 года Верховный Совет Киргизской ССР принял декларацию о государственной независимости Киргизской Республики, а 11 декабря декларация получила статус конституционного закона.
Киргизская Республика (Киргизская ССР) формально оставалась в составе Союза ССР до его распада 26 декабря 1991 года, поскольку не были соблюдены процедуры, предусмотренные Законом СССР «О порядке решения вопросов, связанных с выходом союзной республики из СССР» от 3 апреля 1990 года[уточнить].

## Руководство
Высшее руководство с момента её образования и до провозглашения независимости осуществляла Коммунистическая партия Киргизии в составе КПСС. Высшим органом Компартии Киргизии был Центральный Комитет (ЦК), и Первый секретарь ЦК КП Киргизии был фактическим руководителем республики.

### Первые секретари ЦК КП Киргизии
- Первые секретари ЦК КП Киргизии

Во время перестройки, с целью плавного перехода руководства республикой от партийных структур к парламентским, первый секретарь ЦК Компартии Киргизии Абсамат Масалиев был избран председателем Верховного Совета Киргизской ССР.

### Председатели Центрального исполнительного комитета Киргизской ССР
С момента образования киргизской автономии в составе Российской СФСР (именовались Кара-Киргизская АО (1924—1925), Киргизская АО (1925—1926), Киргизская АССР (1926—1926)) формальными высшими руководителями её являлись председатели Центрального исполнительного комитета. По своей сути эта должность соответствовала введённой после неё должности председателя Президиума Верховного Совета, которая была введена в результате принятия новой конституции СССР 5 декабря 1936 года. Однако как в СССР, так и в Киргизской ССР вплоть до 1938 года (формирования нового состава верховных советов) продолжали функционировать прежние органы власти. В Киргизской ССР передача полномочий новому органу власти произошла 18 июля 1938 года.
- Абдукадыр Уразбеков (5 декабря 1936 — 16 сентября 1937)
- Михаил Иванович Ус (16 сентября 1937 — 4 октября 1937)
- Марьям Тугамбаева (4 октября 1937 — 4 ноября 1937)
- Султанкул Шамурзин (4 ноября 1937 — 16 декабря 1937)
- Иван Федорович Соколов (16 декабря 1937 — 15 февраля 1938)
- Мурат Салихов (15 февраля 1938 — 15 мая 1938)
- Калима Аманкулова — исполняющая обязанности (15 мая 1938 — 18 июля 1938)

### Председатели Президиума Верховного Совета Киргизской ССР
Высшим законодательным органом Киргизской ССР был однопалатный Верховный Совет, депутаты которого, после обязательного одобрения руководством Компартии Киргизии, избирались на безальтернативной основе на 4 года (с 1979 года — на 5 лет). Верховный Совет не был постоянно действующим органом, его депутаты собирались на сессии продолжительностью в несколько дней 2-3 раза в год. Для ведения повседневной административной работы Верховный Совет избирал постоянно действующий Президиум, номинально выполнявший функции коллективного главы республики.
- Толубаев, Асаналы (19 июля 1938 — 22 марта 1943)
- Токобаев, Молдогазы (22 марта 1943 — 14 ноября 1945)
- Кулатов, Турабай Кулатович (14 ноября 1945 — 25 августа 1978)
- Ибраимов, Султан Ибраимович (25 августа 1978 — 22 декабря 1978)
- Бусс, Андрей Андреевич (22 декабря 1978 — 10 января 1979) (и. о.)
- Дуйшеев, Арстанбек Дуйшеевич (10 января 1979 — 14 января 1981)
- Кошоев, Темирбек Кудайбергенович (14 января 1981 — 8 августа 1987)
- Акматов, Таштанбек Дуйшеевич (8 августа 1987 — 10 апреля 1990)

### Председатели Верховного Совета Киргизской ССР в 1990—1994 гг.
До апреля 1990 года Председатель Верховного Совета исполнял исключительно обязанности ведущего на заседаниях. 10 апреля 1990 года Президиум Верховного совета Киргизской ССР был расформирован и его функции переданы Председателю Верховного совета, что сделало его высшим должностным лицом республики. Однако уже 27 октября 1990 года был введён пост президента Киргизской ССР, после чего функции председателя Верховного совета вновь ограничились обязанностями ведущего.
- Масалиев, Абсамат Масалиевич (10 апреля 1990 — 10 декабря 1990)
- Шеримкулов, Медеткан Шеримкулович (11 декабря 1990 — 13 сентября 1994)

### Председатели Совета народных комиссаров Киргизской ССР
Совет народных комиссаров Киргизии выполняла функции правительства республики с момента образования киргизской автономии в составе Российской СФСР. 5 декабря Киргизская АССР приобрела статус союзной республики СССР и была выведена из состава Российской СФСР. При этом ранее созданные республиканские органы исполнительной власти продолжили своё функционирование.
- Исакеев, Баялы Дикамбаевич (27 сентябрь 1933 — 8 сентября 1937)
- Салихов, Мурат (8 сентября 1937 — 15 февраля 1938)
- Абузяров, Исмаил (15 февраля 1938 — 27 апреля 1938) (и. о.)
- Ребров, Иван (27 апреля 1938 — 19 июля 1938) (и. о.)
- Кулатов, Турабай Кулатович (20 июля 1938 — 14 ноября 1945)
- Раззаков, Исхак Раззакович (14 ноября 1945 — 15 марта 1946)

15 марта 1946 года Совет народных комиссаров Киргизской ССР был заменён Советом министров Киргизской ССР.

### Председатели Совета министров Киргизской ССР
Верховный Совет образовывал правительство республики — Совет Министров, принимал законы Киргизской ССР.
- Раззаков, Исхак Раззакович (15 марта 1946 — 10 июля 1950)
- Суеркулов, Абды Суеркулович (10 июля 1950 — 6 марта 1958)
- Дикамбаев, Казы Дикамбаевич (6 марта 1958 — 10 мая 1961)
- Мамбетов, Болот Мамбетович (10 мая 1961 — 23 января 1968)
- Суюмбаев, Ахматбек Суттубаевич (23 января 1968 — 22 декабря 1978)
- Ибраимов, Султан Ибраимович (22 декабря 1978 — 4 декабря 1980)
- Ходос, Пётр Михайлович (4 декабря 1980 — 14 января 1981) (и. о.)
- Дуйшеев, Арстанбек Дуйшеевич (14 января 1981 — январь 1986)
- Джумагулов, Апас Джумагулович (январь 1986 — 21 января 1991)

## Административное деление

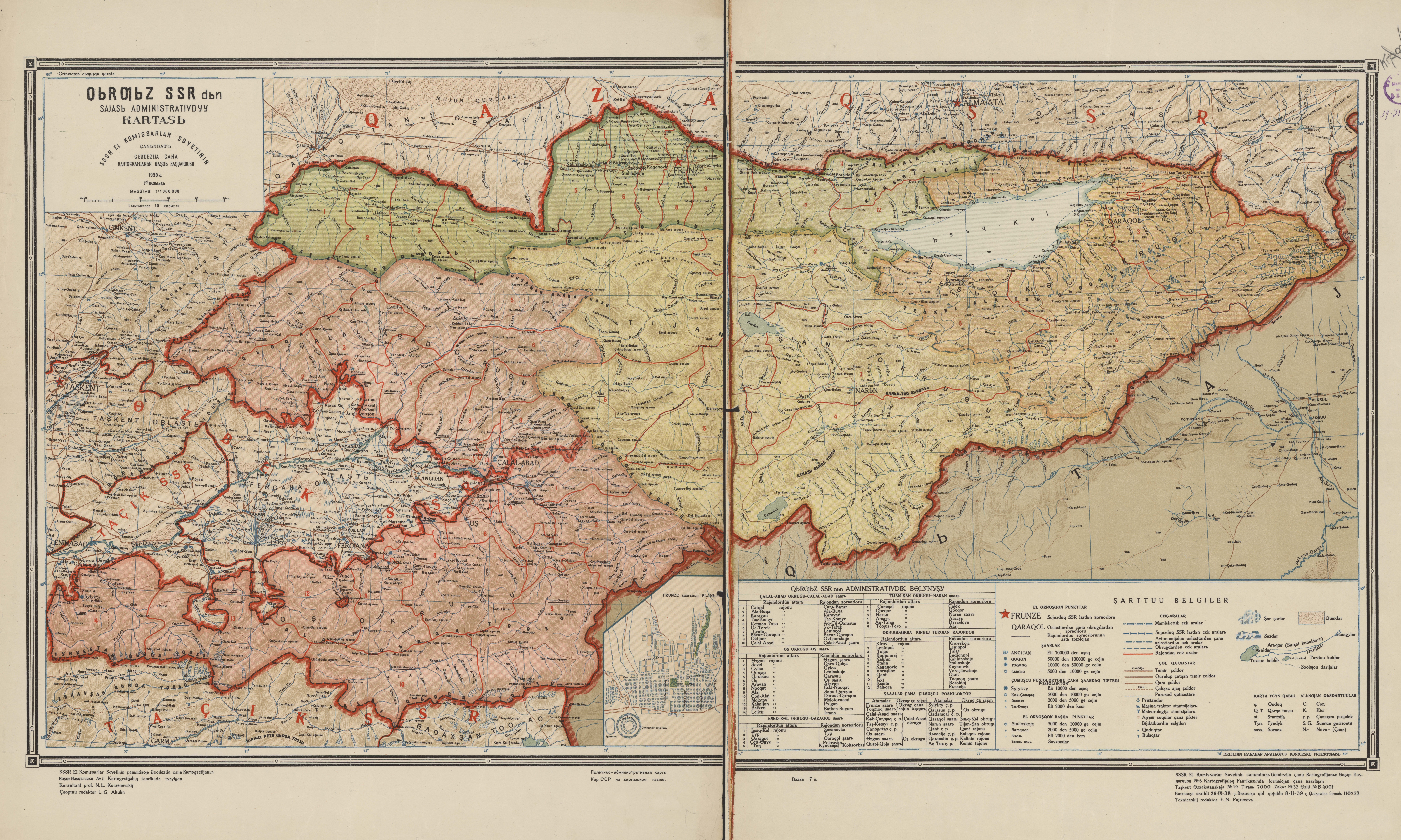
Политико-административная карта Киргизской ССР, 1938 г.

В момент образования Киргизской ССР её территория делилась на районы. 11 марта 1938 года районы были объединены в 4 округа: Джалал-Абадский, Иссык-Кульский, Ошский и Тянь-Шанский. При этом часть районов осталась в прямом республиканском подчинении. 21 ноября 1939 года округа были преобразованы в области, а районы республиканского подчинения объединены во Фрунзенскую область. В итоге в Киргизской ССР стало 5 областей:
- Джалал-Абадская область
- Иссык-Кульская область
- Ошская область
- Тянь-Шанская область
- Фрунзенская область

В 1944 году была образована Таласская область. В 1956 году Таласская область была упразднена. Следом за ней в 1959 году были упразднены Джалал-Абадская, Иссык-Кульская и Фрунзенская области. После упразднения в 1962 году Тянь-Шанской области, в Киргизии осталась лишь одна область — Ошская. Остальная территория республики делилась на районы республиканского подчинения. В 1970 году были воссозданы Иссык-Кульская и Нарынская (бывшая Тянь-Шанская) области, а в 1980 — Таласская. В 1988 году Нарынская и Таласская области были вновь упразднены, но уже в 1990 году они были восстановлены. Тогда же были восстановлены Джалал-Абадская и Чуйская (бывшая Фрунзенская) области.

## Экономика
- Производство промышленной продукции по годам

## Население
Коренное население — киргизы (1284 тыс. чел. по переписи 1970 года). В республике в 1970 году проживало значительное число русских (855 тыс. чел.), а также украинцев (120 тыс. чел.) — главным образом на землях Северной и Восточной Киргизии и в городах; узбеки (332 тыс. чел.), немцы (89 тыс. чел.), татары (68 тыс. чел), уйгуры (24 тыс. чел.), казахи (21 тыс. чел.), таджики (21 тыс. чел.) и др.
Киргизы были большинством в республике на всём протяжении её существования, хотя и составляли относительное меньшинство на некоторой части территории республики.
| Народ    | 1926    | 1939      | 1959      | 1970      | 1979      | 1989      |
| -------- | ------- | --------- | --------- | --------- | --------- | --------- |
| Всего    | 516 395 | 1 458 213 | 2 065 837 | 2 932 805 | 3 522 832 | 4 257 755 |
| Киргизы  | 66,8 %  | 51,7 %    | 40,5 %    | 43,8 %    | 47,9 %    | 52,4 %    |
| Русские  | 11,3 %  | 20,8 %    | 30,2 %    | 29,2 %    | 25,9 %    | 21,5 %    |
| Узбеки   | 11,2 %  | 10,4 %    | 10,6 %    | 11,3 %    | 12,1 %    | 12,9 %    |
| Украинцы | 6,2 %   | 9,4 %     | 6,6 %     | 4,1 %     | 3,1 %     | 2,5 %     |
| Немцы    | …       | …         | 1,9 %     | 3,1 %     | 2,9 %     | 2,4 %     |
| Татары   | …       | 1,4 %     | 2,7 %     | 2,3 %     | 2,0 %     | 1,6 %     |
| Казахи   | …       | 1,6 %     | …         | …         | …         | …         |
| Чеченцы  | …       | …         | 1,2 %     | …         | …         | …         |

| Область                | Население | Киргизы   | Русские | Узбеки  | Украинцы | Немцы   | Татары | Казахи | Дунгане | Уйгуры | Таджики | Турки  | Корейцы |
| ---------------------- | --------- | --------- | ------- | ------- | -------- | ------- | ------ | ------ | ------- | ------ | ------- | ------ | ------- |
| Фрунзенский горсовет   | 619 903   | 141 841   | 345 387 | 10 390  | 34 321   | 13 619  | 16 984 | 8943   | 2618    | 10 977 | 709     | 908    | 10 043  |
| ррп Киргизской ССР     | 982 983   | 375 592   | 349 447 | 14 078  | 47 539   | 80 394  | 9478   | 18 377 | 30 447  | 10 621 | 458     | 7878   | 5968    |
| Иссык-Кульская область | 658 066   | 520 097   | 95 613  | 5102    | 7728     | 1838    | 4427   | 6910   | 3178    | 4340   | 403     | 18     | 258     |
| Ошская область         | 1 996 803 | 1 192 133 | 126 111 | 520 526 | 18 439   | 5458    | 39 179 | 3088   | 685     | 10 841 | 31 948  | 12 490 | 2086    |
| Всего                  | 4 257 755 | 2 229 663 | 916 558 | 550 096 | 108 027  | 101 309 | 70 068 | 37 318 | 36 928  | 36 779 | 33 518  | 21 294 | 18 355  |

## Образование и наука
На 1990 год в республике было 9 вузов, в которых обучались 58,8 тыс. студентов.
В 1954—1993 годах работала Академия наук Киргизской ССР и её научные стационары, например, Тянь-Шанская физико-географическая станция.

## Республика в филателии

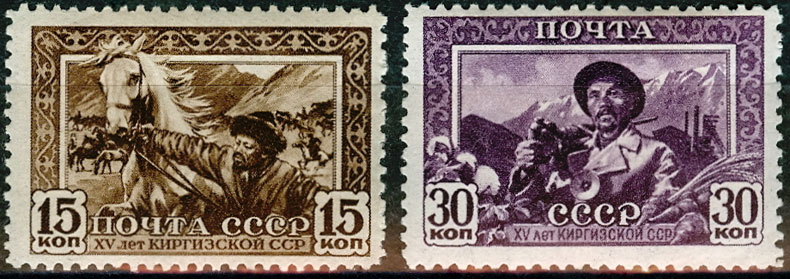
15 лет советской Киргизии. 15-летие Советской Киргизии. Табунщик с лошадью. Шахтёр.
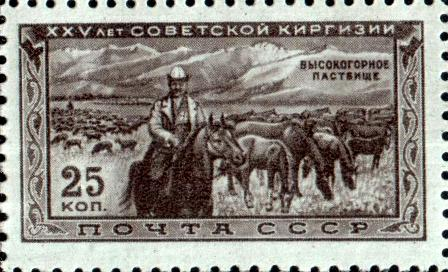
Почтовая марка СССР 1951 года. 25 лет советской Киргизии. На высокогорном пастбище
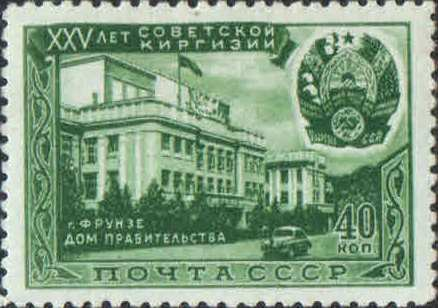
Почтовая марка СССР 1951 года. 25 лет советской Киргизии. Фрунзе. Дом правительства
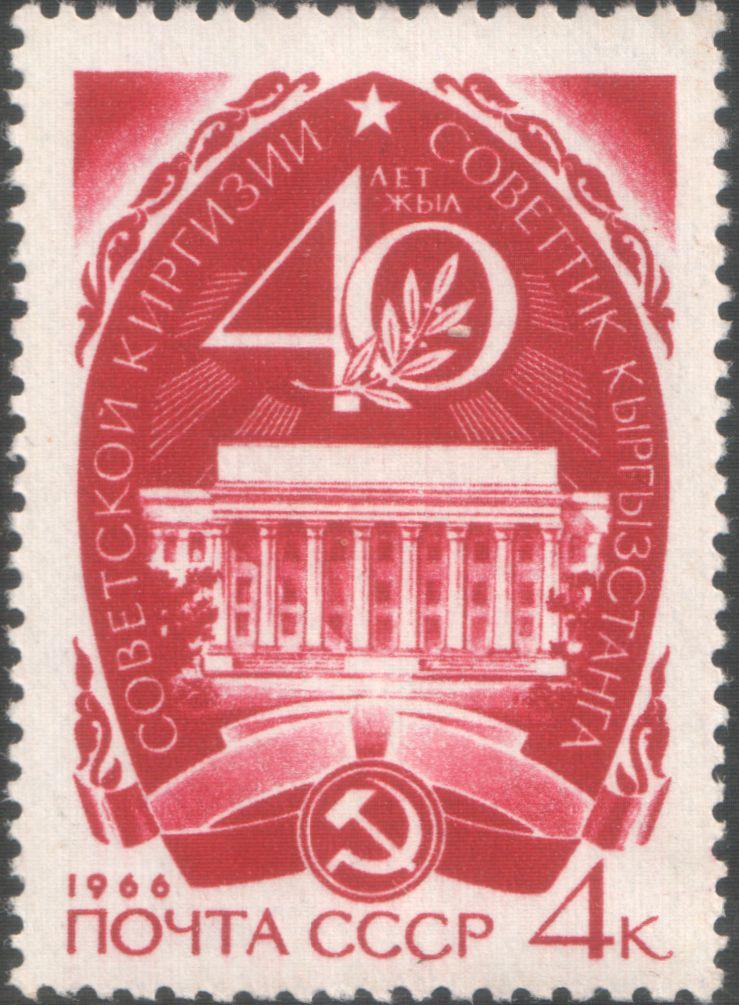
Почтовая марка СССР, 1966 год. 40 лет Советской Киргизии
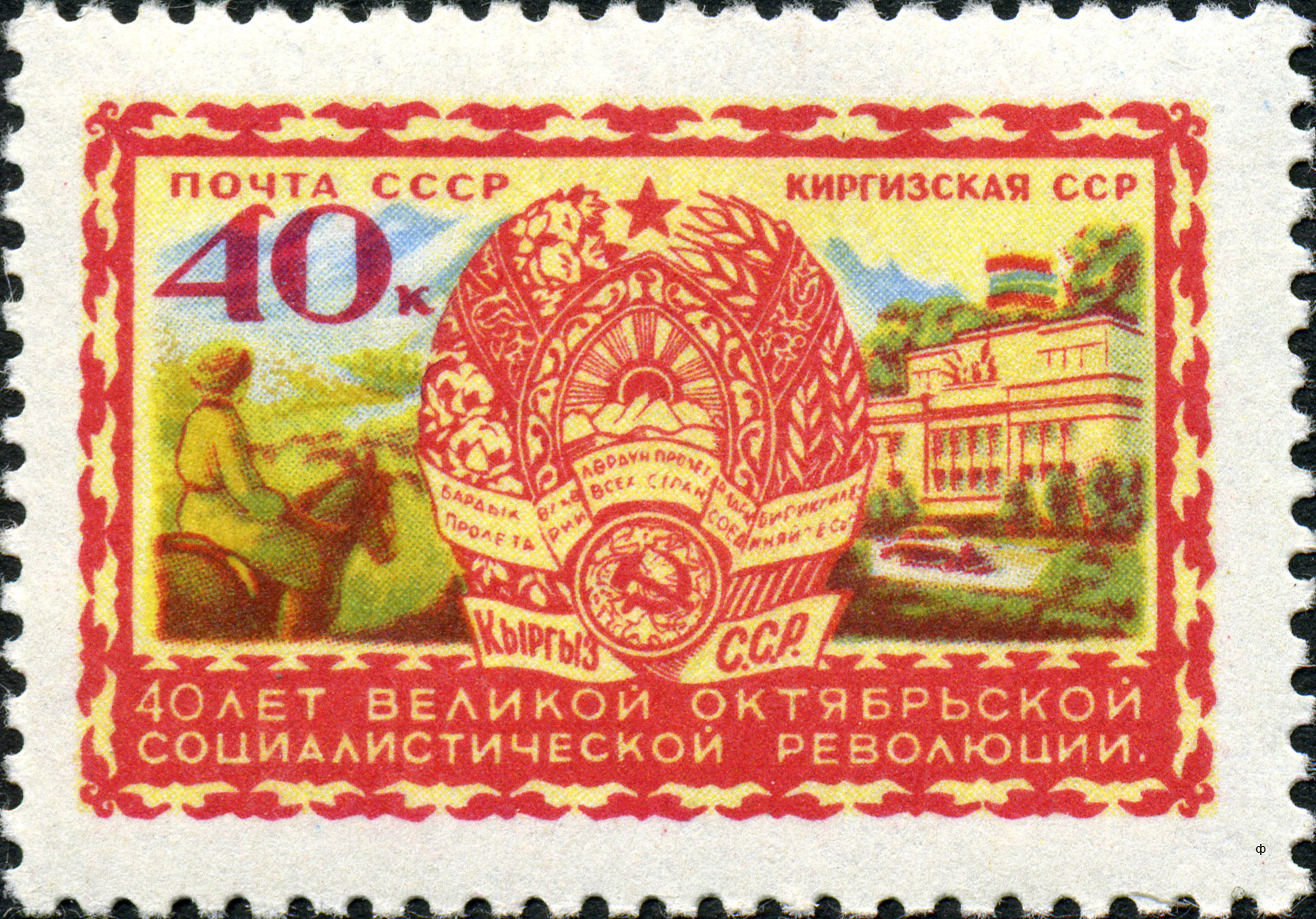
Почтовая марка СССР, 1957 год. 40 лет Октябрьской социалистической революции. Киргизская ССР
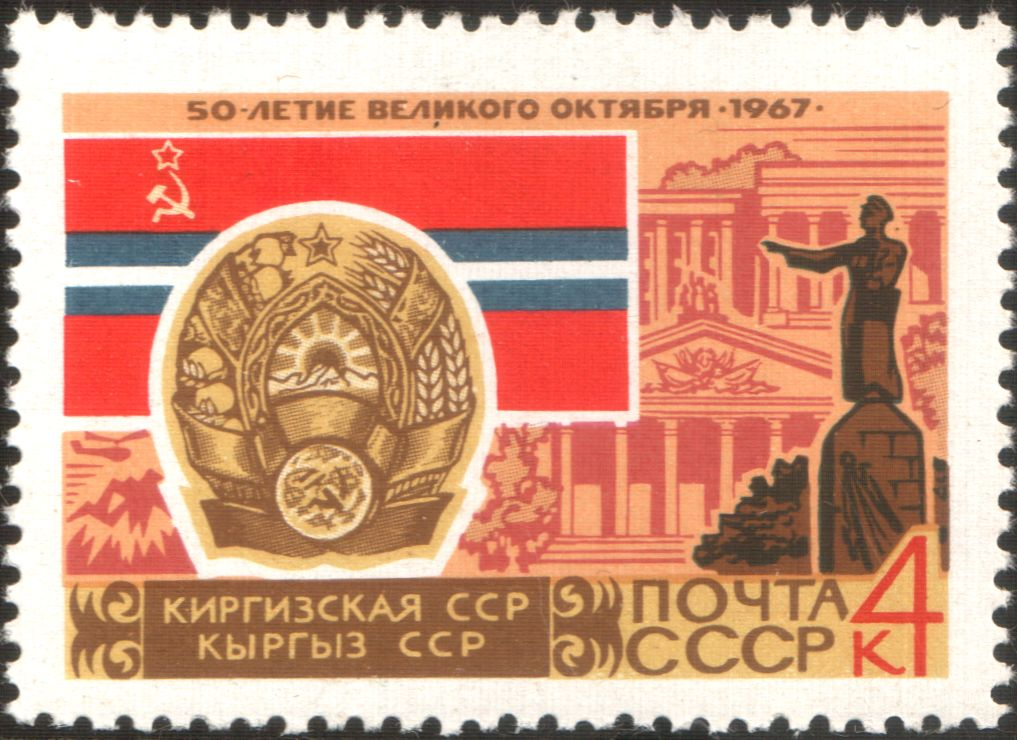
Киргизская ССР. Фрунзе. Художник: Н. Андреева / Ю. Левиновский. Марка СССР, номинал - 4коп.
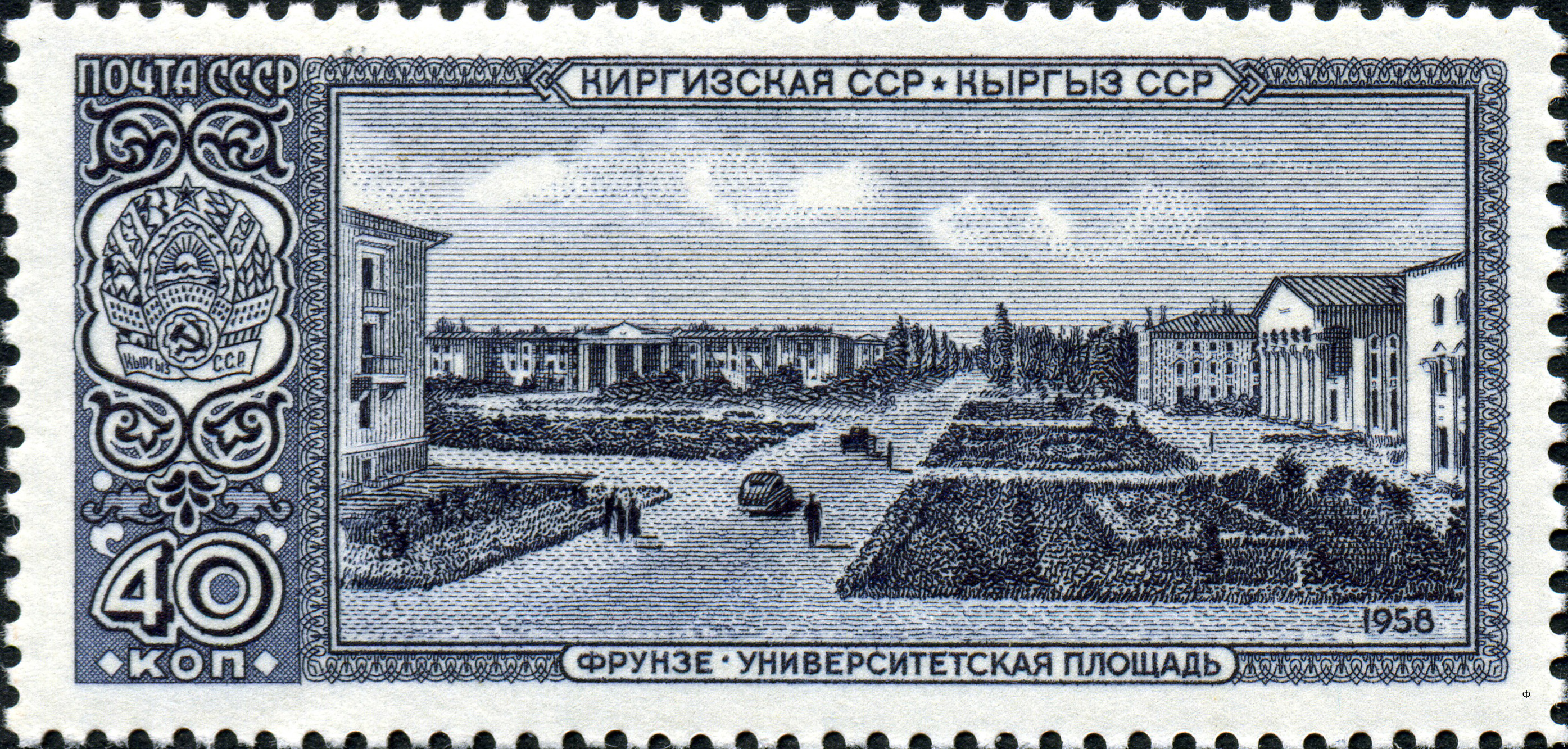
Почтовая марка СССР, 1958 год. Киргизская ССР. Фрунзе. Университетская площадь.
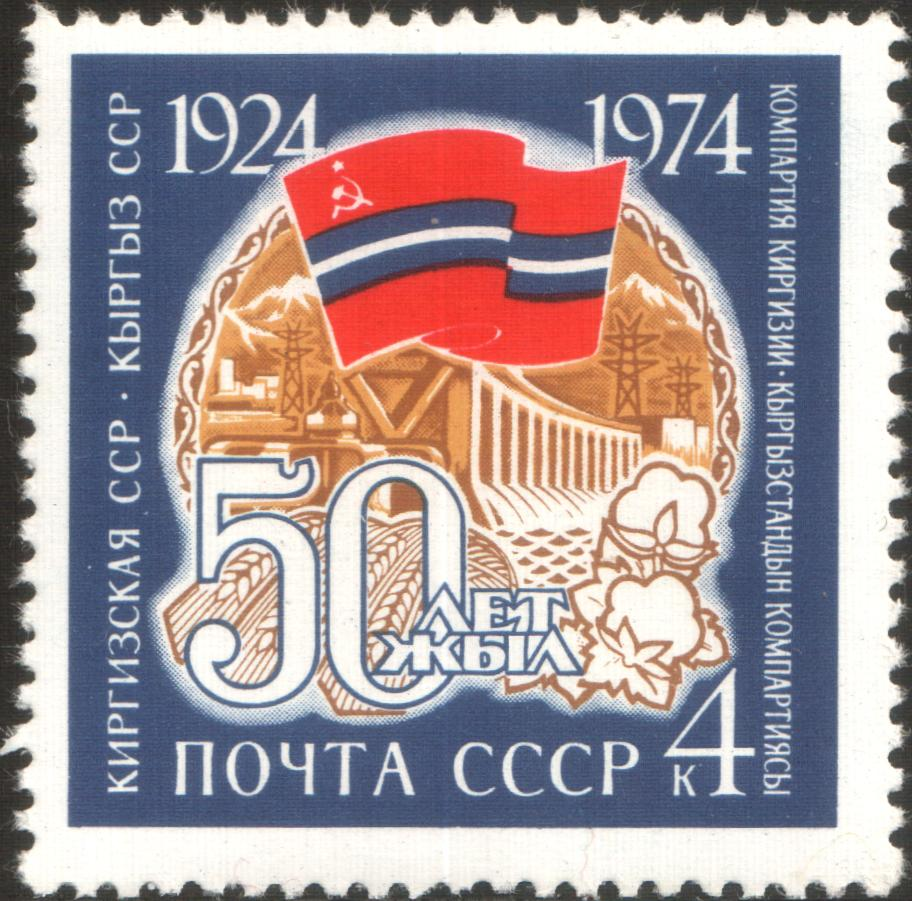
Почтовая марка СССР, 1974 год. 50-летие республики